# Résultats détaillés des championnats du monde d'athlétisme 1995
Résultats détaillés des Championnats du monde d'athlétisme 1995 de Göteborg.
| Courses: 100 m - 200 m - 400 m - 800 m - 1 500 m - 5 000 m - 10 000 m - Marathon Obstacles: 100 m haies - 110 m haies - 400 m haies - 3 000 m steeple Marche: 10 km - 20 km - 50 km Sauts: Hauteur - Longueur - Triple saut - Perche Lancers: Javelot - Disque - Poids - Marteau Relais: 4 × 100 m - 4 × 400 m Epreuves combinées: Décathlon - Heptathlon Tableau des médailles - Légende - Liens externes |

## 100 m
| Rang | Pays              | Athlète          | Temps   |
| ---- | ----------------- | ---------------- | ------- |
| 1    | Canada            | Donovan Bailey   | 9 s 97  |
| 2    | Canada            | Bruny Surin      | 10 s 03 |
| 3    | Trinité-et-Tobago | Ato Boldon       | 10 s 03 |
| 4    | Namibie           | Frank Fredericks | 10 s 07 |
| 5    | États-Unis        | Michael Marsh    | 10 s 10 |
| 6    | Royaume-Uni       | Linford Christie | 10 s 12 |
| 7    | Nigeria           | Olapade Adeniken | 10 s 20 |
| 8    | Jamaïque          | Raymond Stewart  | 10 s 29 |

| Rang | Pays       | Athlète               | Temps   |
| ---- | ---------- | --------------------- | ------- |
| 1    | États-Unis | Gwen Torrence         | 10 s 85 |
| 2    | Jamaïque   | Merlene Ottey         | 10 s 94 |
| 3    | Russie     | Irina Privalova       | 10 s 96 |
| 4    | États-Unis | Carlette Guidry-White | 11 s 07 |
| 5    | Ukraine    | Zhanna Tarnopolskaya  | 11 s 07 |
| 6    | Allemagne  | Melanie Paschke       | 11 s 10 |
| 7    | Nigeria    | Mary Onyali           | 11 s 15 |
| 8    | Jamaïque   | Juliet Cuthbert       | 11 s 44 |

## 200 m
| Rang | Pays        | Athlète            | Temps   |
| ---- | ----------- | ------------------ | ------- |
| 1    | États-Unis  | Michael Johnson    | 19 s 79 |
| 2    | Namibie     | Frank Fredericks   | 20 s 12 |
| 3    | États-Unis  | Jeff Williams      | 20 s 18 |
| 4    | Brésil      | Robson da Silva    | 20 s 21 |
| 5    | Brésil      | Claudinei da Silva | 20 s 40 |
| 6    | Norvège     | Geir Moen          | 20 s 51 |
| 7    | Royaume-Uni | John Regis         | 20 s 67 |
| 8    | Cuba        | Iván García        | 20 s 77 |

| Rang | Pays       | Athlète            | Temps   |
| ---- | ---------- | ------------------ | ------- |
| 1    | Jamaïque   | Merlene Ottey      | 22 s 12 |
| 2    | Russie     | Irina Privalova    | 22 s 12 |
| 3    | Russie     | Galina Malchugina  | 22 s 37 |
| 4    | Allemagne  | Melanie Paschke    | 22 s 60 |
| 5    | Allemagne  | Silke-Beate Knoll  | 22 s 66 |
| 6    | Nigeria    | Mary Onyali        | 22 s 71 |
| 7    | Russie     | Marina Trandenkova | 22 s 84 |
| 8    | États-Unis | Gwen Torrence      | DSQ     |

## 400 m
| Rang | Pays        | Athlète          | Temps        |
| ---- | ----------- | ---------------- | ------------ |
| 1    | États-Unis  | Michael Johnson  | 43 s 39 (RC) |
| 2    | États-Unis  | Harry Reynolds   | 44 s 22      |
| 3    | Jamaïque    | Gregory Haughton | 44 s 56      |
| 4    | Kenya       | Samson Kitur     | 44 s 71      |
| 5    | Royaume-Uni | Mark Richardson  | 44 s 81      |
| 6    | États-Unis  | Darnell Hall     | 44 s 83      |
| 7    | Royaume-Uni | Roger Black      | 45 s 28      |
| 8    | Nigeria     | Sunday Bada      | 45 s 50      |

| Rang | Pays       | Athlète                | Temps   |
| ---- | ---------- | ---------------------- | ------- |
| 1    | France     | Marie-José Pérec       | 49 s 28 |
| 2    | Bahamas    | Pauline Davis-Thompson | 49 s 96 |
| 3    | États-Unis | Jearl Miles-Clark      | 50 s 00 |
| 4    | Australie  | Cathy Freeman          | 50 s 60 |
| 5    | Nigeria    | Fatima Yusuf           | 50 s 70 |
| 6    | Nigeria    | Falilat Ogunkoya       | 50 s 77 |
| 7    | États-Unis | Maicel Malone-Wallace  | 50 s 99 |
| 8    | Jamaïque   | Sandie Richards        | 51 s 13 |

## 800 m
| Rang | Pays       | Athlète              | Performance   |
| ---- | ---------- | -------------------- | ------------- |
| 1    | Danemark   | Wilson Kipketer      | 1 min 45 s 08 |
| 2    | Burundi    | Arthémon Hatungimana | 1 min 45 s 64 |
| 3    | Norvège    | Vebjørn Rodal        | 1 min 45 s 68 |
| 4    | Allemagne  | Nico Motchebon       | 1 min 45 s 97 |
| 5    | États-Unis | Brandon Rock         | 1 min 46 s 42 |
| 6    | États-Unis | José Parrilla        | 1 min 46 s 44 |
| 7    | Italie     | Andrea Giocondi      | 1 min 47 s 78 |
| 8    | États-Unis | Mark Everett         | 1 min 53 s 12 |

| Rang | Pays        | Athlète                 | Temps               |
| ---- | ----------- | ----------------------- | ------------------- |
| 1    | Cuba        | Ana Fidelia Quirot      | 1 min 56 s 11       |
| 2    | Suriname    | Letitia Vriesde         | 1 min 56 s 68 (RAm) |
| 3    | Royaume-Uni | Kelly Holmes            | 1 min 56 s 95       |
| 4    | France      | Patricia Djaté-Taillard | 1 min 57 s 04       |
| 5    | États-Unis  | Meredith Rainey-Valmon  | 1 min 58 s 20       |
| 6    | Pays-Bas    | Ellen van Langen        | 1 min 58 s 98       |
| 7    | Russie      | Lyubov Gurina           | 1 min 59 s 16       |
| 8    | Russie      | Tatyana Grigoryeva      | 2 min 05 s 55       |

## 1 500 m
| Rang | Pays    | Athlète                | Performance   |
| ---- | ------- | ---------------------- | ------------- |
| 1    | Algérie | Noureddine Morceli     | 3 min 33 s 73 |
| 2    | Maroc   | Hicham El Guerrouj     | 3 min 35 s 28 |
| 3    | Burundi | Vénuste Niyongabo      | 3 min 35 s 56 |
| 4    | Maroc   | Rachid El Basir        | 3 min 35 s 96 |
| 5    | Canada  | Kevin Sullivan         | 3 min 36 s 73 |
| 6    | France  | Abdel-Kader Chékhémani | 3 min 36 s 90 |
| 7    | Qatar   | Mohamed Suleiman       | 3 min 36 s 96 |
| 8    | Espagne | Fermín Cacho           | 3 min 37 s 02 |

| Rang | Pays        | Athlète           | Temps         |
| ---- | ----------- | ----------------- | ------------- |
| 1    | Algérie     | Hassiba Boulmerka | 4 min 02 s 42 |
| 2    | Royaume-Uni | Kelly Holmes      | 4 min 03 s 04 |
| 3    | Portugal    | Carla Sacramento  | 4 min 03 s 79 |
| 4    | Canada      | Angela Chalmers   | 4 min 04 s 74 |
| 5    | Russie      | Lyudmila Borisova | 4 min 04 s 78 |
| 6    | Pologne     | Anna Brzezinska   | 4 min 05 s 65 |
| 7    | États-Unis  | Ruth Wysocki      | 4 min 07 s 08 |
| 8    | Espagne     | Maite Zúñiga      | 4 min 07 s 27 |

## 5 000 m
| Rang | Pays       | Athlète        | Temps          |
| ---- | ---------- | -------------- | -------------- |
| 1    | Kenya      | Ismael Kirui   | 13 min 16 s 77 |
| 2    | Maroc      | Khalid Boulami | 13 min 17 s 15 |
| 3    | Kenya      | Shem Kororia   | 13 min 17 s 59 |
| 4    | Maroc      | Ismaïl Sghyr   | 13 min 17 s 86 |
| 5    | Maroc      | Brahim Lahlafi | 13 min 18 s 89 |
| 6    | Éthiopie   | Worku Bikila   | 13 min 20 s 12 |
| 7    | États-Unis | Bob Kennedy    | 13 min 32 s 10 |
| 8    | Éthiopie   | Fita Bayissa   | 13 min 34 s 52 |

| Rang | Pays           | Athlète            | Temps                |
| ---- | -------------- | ------------------ | -------------------- |
| 1    | Irlande        | Sonia O'Sullivan   | 14 min 46 s 47 (RC)  |
| 2    | Portugal       | Fernanda Ribeiro   | 14 min 48 s 54       |
| 3    | Maroc          | Zahra Ouaziz       | 14 min 53 s 77       |
| 4    | Roumanie       | Gabriela Szabo     | 14 min 56 s 57       |
| 5    | Royaume-Uni    | Paula Radcliffe    | 14 min 57 s 02       |
| 6    | Russie         | Mariya Pantyukhova | 15 min 01 s 23       |
| 7    | Kenya          | Rose Cheruiyot     | 15 min 02 s 45 (RMJ) |
| 8    | Afrique du Sud | Gwen Griffiths     | 15 min 08 s 05       |

## 10 000 m
| Rang | Pays      | Athlète            | Temps               |
| ---- | --------- | ------------------ | ------------------- |
| 1    | Éthiopie  | Haile Gebrselassie | 27 min 12 s 95 (RC) |
| 2    | Maroc     | Khalid Skah        | 27 min 14 s 53      |
| 3    | Kenya     | Paul Tergat        | 27 min 14 s 70      |
| 4    | Maroc     | Salah Hissou       | 27 min 19 s 30      |
| 5    | Kenya     | Josephat Machuka   | 27 min 23 s 72      |
| 6    | Kenya     | Joseph Kimani      | 27 min 30 s 02      |
| 7    | Allemagne | Stéphane Franke    | 27 min 48 s 88      |
| 8    | Portugal  | Paulo Guerra       | 27 min 52 s 55      |

| Rang | Pays           | Athlète            | Temps          |
| ---- | -------------- | ------------------ | -------------- |
| 1    | Portugal       | Fernanda Ribeiro   | 31 min 04 s 99 |
| 2    | Éthiopie       | Derartu Tulu       | 31 min 08 s 10 |
| 3    | Kenya          | Tegla Loroupe      | 31 min 17 s 66 |
| 4    | Italie         | Maria Guida        | 31 min 27 s 82 |
| 5    | Afrique du Sud | Elana Meyer        | 31 min 31 s 96 |
| 6    | Royaume-Uni    | Liz Lynch-McColgan | 31 min 40 s 14 |
| 7    | Russie         | Alla Zhilyayeva    | 31 min 52 s 15 |
| 8    | Japon          | Hiromi Suzuki      | 31 min 54 s 01 |

## Marathon
| Rang | Pays        | Athlète                 | Performance     |
| ---- | ----------- | ----------------------- | --------------- |
| 1    | Espagne     | Martín Fiz              | 2 h 11 min 41 s |
| 2    | Mexique     | Dionicio Cerón          | 2 h 12 min 13 s |
| 3    | Brésil      | Luíz Antônio Dos Santos | 2 h 12 min 49 s |
| 4    | Royaume-Uni | Peter Whitehead         | 2 h 14 min 08 s |
| 5    | Espagne     | Alberto Juzdado         | 2 h 15 min 29 s |
| 6    | Espagne     | Diego García            | 2 h 15 min 34 s |
| 7    | Royaume-Uni | Richard Nerurkar        | 2 h 15 min 47 s |
| 8    | Australie   | Steve Moneghetti        | 2 h 16 min 13 s |

| Rang | Pays       | Athlète               | Temps           |
| ---- | ---------- | --------------------- | --------------- |
| 1    | Portugal   | Maria Manuela Machado | 2 h 25 min 39 s |
| 2    | Roumanie   | Anuta Catuna          | 2 h 26 min 25 s |
| 3    | Italie     | Ornella Ferrara       | 2 h 30 min 11 s |
| 4    | Pologne    | Malgorzata Sobanska   | 2 h 31 min 10 s |
| 5    | Finlande   | Ritva Lemettinen      | 2 h 31 min 19 s |
| 6    | Espagne    | Mónica Pont           | 2 h 31 min 53 s |
| 7    | États-Unis | Linda Somers          | 2 h 32 min 12 s |
| 8    | Allemagne  | Sonja Krolik-Oberem   | 2 h 32 min 17 s |

## 10 km marche
| Rang | Pays     | Athlète                         | Performance |
| ---- | -------- | ------------------------------- | ----------- |
| 1    | Russie   | Irina Stankina                  | 42 min 13 s |
| 2    | Italie   | Elisabetta Perrone              | 42 min 16 s |
| 3    | Russie   | Yelena Nikolayeva               | 42 min 20 s |
| 4    | Finlande | Sari Essayah                    | 42 min 20 s |
| 5    | Russie   | Larisa Ramazanova-Khmelnitskaya | 42 min 25 s |
| 6    | Italie   | Rossella Giordano               | 42 min 26 s |
| 7    | Hongrie  | Mária Urbanik-Rosza             | 42 min 34 s |
| 8    | Chine    | Liu Hongyu                      | 42 min 46 s |

## 20 km marche
| Rang | Pays        | Athlète             | Temps           |
| ---- | ----------- | ------------------- | --------------- |
| 1    | Italie      | Michele Didoni      | 1 h 19 min 59 s |
| 2    | Espagne     | Valentí Massana     | 1 h 20 min 23 s |
| 3    | Biélorussie | Yevgeniy Misyulya   | 1 h 20 min 48 s |
| 4    | Russie      | Ilya Markov         | 1 h 21 min 28 s |
| 5    | Chine       | Zewen Li            | 1 h 21 min 39 s |
| 6    | Russie      | Mikhail Shchennikov | 1 h 22 min 16 s |
| 7    | France      | Denis Langlois      | 1 h 22 min 21 s |
| 8    | Slovaquie   | Igor Kollár         | 1 h 22 min 30 s |

## 50 km marche
| Rang | Pays        | Athlète                | Performance     |
| ---- | ----------- | ---------------------- | --------------- |
| 1    | Finlande    | Valentin Kononen       | 3 h 43 min 42 s |
| 2    | Italie      | Giovanni Perricelli    | 3 h 45 min 11 s |
| 3    | Pologne     | Robert Korzeniowski    | 3 h 45 min 57 s |
| 4    | Mexique     | Miguel Angel Rodríguez | 3 h 46 min 34 s |
| 5    | Espagne     | Jesús Ángel García     | 3 h 48 min 05 s |
| 6    | Yougoslavie | Aleksandar Rakovic     | 3 h 49 min 35 s |
| 7    | Italie      | Arturo Di Mezza        | 3 h 49 min 46 s |
| 8    | France      | René Piller            | 3 h 49 min 47 s |

## 100 m haies
| Rang | Pays       | Athlète                  | Temps   |
| ---- | ---------- | ------------------------ | ------- |
| 1    | États-Unis | Gail Devers              | 12 s 68 |
| 2    | Kazakhstan | Olga Shishigina          | 12 s 80 |
| 3    | Russie     | Yuliya Filippova-Graudyn | 12 s 85 |
| 4    | Russie     | Tatyana Reshetnikova     | 12 s 87 |
| 5    | Suisse     | Julie Baumann            | 12 s 95 |
| 6    | Jamaïque   | Gillian Russell          | 12 s 96 |
| 7    | Jamaïque   | Dionne Rose              | 12 s 98 |
| 8    | Slovénie   | Brigita Bukovec          | 13 s 02 |

## 110 m haies
| Rang | Pays        | Athlète          | Temps   |
| ---- | ----------- | ---------------- | ------- |
| 1    | États-Unis  | Allen Johnson    | 13 s 00 |
| 2    | Royaume-Uni | Tony Jarrett     | 13 s 04 |
| 3    | États-Unis  | Roger Kingdom    | 13 s 19 |
| 4    | États-Unis  | Jack Pierce      | 13 s 27 |
| 5    | Australie   | Kyle Vander-Kuyp | 13 s 30 |
| 6    | France      | Dan Philibert    | 13 s 34 |
| 7    | Cuba        | Erik Batte       | 13 s 38 |
| 8    | Cuba        | Emilio Valle     | 13 s 43 |

## 400 m haies
| Rang | Pays       | Athlète                  | Temps   |
| ---- | ---------- | ------------------------ | ------- |
| 1    | États-Unis | Derrick Adkins           | 47 s 98 |
| 2    | Zambie     | Samuel Matete            | 48 s 03 |
| 3    | France     | Stéphane Diagana         | 48 s 14 |
| 4    | Russie     | Ruslan Mashchenko        | 48 s 83 |
| 5    | Suède      | Sven Nylander            | 48 s 84 |
| 6    | Zimbabwe   | Ken Harnden              | 48 s 89 |
| 7    | Japon      | Kazuhiko Yamazaki        | 49 s 22 |
| 8    | Brésil     | Eronilde Nunes De Araújo | 49 s 86 |

| Rang | Pays       | Athlète                     | Temps        |
| ---- | ---------- | --------------------------- | ------------ |
| 1    | États-Unis | Kim Batten                  | 52 s 61 (RM) |
| 2    | États-Unis | Tonja Buford                | 52 s 62      |
| 3    | Jamaïque   | Deon Hemmings               | 53 s 48 (RN) |
| 4    | Allemagne  | Heike Meissner              | 54 s 86      |
| 5    | Ukraine    | Tetyana Tereshchuk-Antipova | 54 s 94      |
| 6    | Allemagne  | Silvia Rieger               | 55 s 01      |
| 7    | Roumanie   | Ionela Tirlea               | 55 s 46      |
| 8    | Kazakhstan | Natalya Torshina            | 56 s 75      |

## 3 000 m steeple
| Rang | Pays            | Athlète                | Temps               |
| ---- | --------------- | ---------------------- | ------------------- |
| 1    | Kenya           | Moses Kiptanui         | 8 min 04 s 16 (RC)  |
| 2    | Kenya           | Christopher Koskei     | 8 min 09 s 30       |
| 3    | Arabie saoudite | Saad Shaddad Al-Asmari | 8 min 12 s 95 (RAs) |
| 4    | Allemagne       | Steffen Brand          | 8 min 14 s 37       |
| 5    | Italie          | Angelo Carosi          | 8 min 14 s 85       |
| 6    | Roumanie        | Florin Ionescu         | 8 min 15 s 44       |
| 7    | Russie          | Vladimir Pronin        | 8 min 16 s 59       |
| 8    | Allemagne       | Martin Strege          | 8 min 18 s 57       |

## 4 × 100 m relais
| Rang | Pays      | Athlètes                                                                                     | Temps   |
| ---- | --------- | -------------------------------------------------------------------------------------------- | ------- |
| 1    | Canada    | Robert Esmie Glenroy Gilbert Bruny Surin Donovan Bailey                                      | 38 s 31 |
| 2    | Australie | Paul Henderson Tim Jackson Steve Brimacombe Damien Marsh                                     | 38 s 50 |
| 3    | Italie    | Giovanni Puggioni Ezio Madonia Angelo Cipolloni Sandro Floris                                | 39 s 07 |
| 4    | Jamaïque  | James Beckford Michael Green Leon Gordon Raymond Stewart                                     | 39 s 10 |
| 5    | Japon     | Hisatsugu Suzuki Koji Ito Satoru Inoue Yoshitaka Ito                                         | 39 s 33 |
| 6    | Brésil    | André Domingos da Silva Sidnei Telles De Souza Luciano Ribeiro Edson Robson Caetano da Silva | 39 s 35 |
| 7    | Ukraine   | Aleksey Chikhachov Dmitriy Vanyaikin Oleg Kramarenko Sergey Osovich                          | 39 s 39 |
| 8    | Suède     | Peter Karlsson Matias Ghansah Lars Hedner Tobias Karlsson                                    | DSQ     |

| Rang | Pays       | Athlètes                                                                   | Temps   |
| ---- | ---------- | -------------------------------------------------------------------------- | ------- |
| 1    | États-Unis | Celena Mondie-Milner Carlette Guidry Chryste Gaines Gwen Torrence          | 42 s 12 |
| 2    | Jamaïque   | Dahlia Duhaney Juliet Cuthbert Beverly McDonald Merlene Ottey              | 42 s 25 |
| 3    | Allemagne  | Melanie Paschke Silke Lichtenhagen Silke-Beate Knoll Gabriele Becker       | 43 s 01 |
| 4    | Bahamas    | Eldece Clarke-Lewis Debbie Ferguson Sevatheda Fynes Pauline Davis-Thompson | 43 s 14 |
| 5    | France     | Odile Singa Frédérique Bangué Patricia Girard Delphine Combe               | 43 s 35 |
| 6    | Finlande   | Jutta Kemila Sanna Hernesniemi-Kyllönen Heidi Suomi Heli Koivula           | 44 s 46 |
| 7    | Colombie   | Elia Manuela Mera Felipa Palacios Patricia Rodríguez Mirtha Brock          | 44 s 61 |
| 8    | Russie     | Natalya Voronova Galina Malchugina Marina Trandenkova Yekaterina Leshchova | DNF     |

## 4 × 400 m relais
| Rang | Pays        | Athlètes                                                              | Temps         |
| ---- | ----------- | --------------------------------------------------------------------- | ------------- |
| 1    | États-Unis  | Marlon Ramsey Derek Mills Harry Reynolds Michael Johnson              | 2 min 57 s 32 |
| 2    | Jamaïque    | Michael McDonald Davian Clarke Danny McFarlane Gregory Haughton       | 2 min 59 s 88 |
| 3    | Nigeria     | Udeme Ekpeyong Kunle Adejuyigbe Jude Monye Sunday Bada                | 3 min 03 s 18 |
| 4    | Royaume-Uni | David McKenzie Mark Hylton Adrian Patrick Roger Black                 | 3 min 03 s 75 |
| 5    | Pologne     | Piotr Rysiukiewicz Pawel Januszewski Robert Mackowiak Tomasz Jedrusik | 3 min 03 s 84 |
| 6    | Cuba        | José Perez Jorge L. Crusellas Omar Mena Norberto Téllez               | 3 min 07 s 65 |
| 7    | Kenya       | Samson Kitur Julius Chepkwony Kennedy Ochieng Charles Gitonga         | DNS           |
| 8    | Allemagne   | Uwe Jahn Karsten Just Kai Karsten Rico Lieder                         | DSQ           |

| Rang | Pays        | Athlètes                                                                 | Performance   |
| ---- | ----------- | ------------------------------------------------------------------------ | ------------- |
| 1    | États-Unis  | Kim Graham Rochelle Stevens Camara Jones Jearl Miles-Clark               | 3 min 22 s 39 |
| 2    | Russie      | Tatyana Chebykina Svetlana Goncharenko Yuliya Sotnikova Yelena Andreyeva | 3 min 23 s 98 |
| 3    | Australie   | Lee Naylor Renée Poetschka Melinda Gainsford-Taylor Cathy Freeman        | 3 min 25 s 88 |
| 4    | Allemagne   | Karin Janke Silke Knoll Linda Kisabaka Uta Rohländer                     | 3 min 26 s 10 |
| 5    | Royaume-Uni | Melanie Neef Stephanie Llewellyn Lorraine Hanson Georgina Oladapo        | 3 min 26 s 89 |
| 6    | Nigeria     | Olabisi Afolabi Falilat Ogunkoya Omolade Akinremi Fatima Yusuf           | 3 min 27 s 85 |
| 7    | Cuba        | Idalmis Bonne Ana Fidelia Quirot Nancy McLeon Julia Duporty              | 3 min 29 s 27 |
| 8    | Jamaïque    | Revoli Campbell Merlene Frazer Sandie Richards Deon Hemmings             | DSQ           |

## Saut en hauteur
| Rang | Pays        | Athlète          | Hauteur |
| ---- | ----------- | ---------------- | ------- |
| 1    | Bahamas     | Troy Kemp        | 2,37 m  |
| 2    | Cuba        | Javier Sotomayor | 2,37 m  |
| 3    | Pologne     | Artur Partyka    | 2,35 m  |
| 4    | Royaume-Uni | Steve Smith      | 2,35 m  |
| 4    | Norvège     | Steinar Hoen     | 2,35 m  |
| 6    | Suède       | Patrik Sjöberg   | 2,32 m  |
| 7    | États-Unis  | Tony Barton      | 2,29 m  |
| 8    | Yougoslavie | Dragutin Topic   | 2,25 m  |

| Rang | Pays        | Athlète                | Hauteur |
| ---- | ----------- | ---------------------- | ------- |
| 1    | Bulgarie    | Stefka Kostadinova     | 2,01 m  |
| 2    | Allemagne   | Alina Astafei          | 1,99 m  |
| 3    | Ukraine     | Inga Babakova          | 1,99 m  |
| 4    | Russie      | Tatyana Motkova        | 1,96 m  |
| 5    | Biélorussie | Tatyana Shevchik       | 1,96 m  |
| 6    | Norvège     | Hanne Haugland         | 1,96 m  |
| 7    | Bulgarie    | Svetlana Isaeva-Leseva | 1,93 m  |
| 8    | États-Unis  | Amy Acuff              | 1,93 m  |

## Saut en longueur
| Rang | Pays       | Athlète                 | Distance |
| ---- | ---------- | ----------------------- | -------- |
| 1    | Cuba       | Iván Pedroso            | 8,70 m   |
| 2    | Jamaïque   | James Beckford          | 8,30 m   |
| 3    | États-Unis | Mike Powell             | 8,29 m   |
| 4    | Allemagne  | Georg Ackermann         | 8,14 m   |
| 5    | Roumanie   | Bogdan Tudor            | 8,01 m   |
| 6    | Grèce      | Konstantinos Koukodímos | 8,00 m   |
| 7    | Chine      | Huang Geng              | 7,94 m   |
| 8    | Bulgarie   | Ivaylo Mladenov         | 7,93 m   |

| Rang | Pays       | Athlète              | Distance |
| ---- | ---------- | -------------------- | -------- |
| 1    | Italie     | Fiona May            | 6,98 m   |
| 2    | Cuba       | Niurka Montalvo      | 6,86 m   |
| 3    | Russie     | Irina Mushailova     | 6,83 m   |
| 4    | Russie     | Olga Rublyova        | 6,78 m   |
| 5    | Italie     | Valentina Uccheddu   | 6,76 m   |
| 6    | États-Unis | Jackie Joyner-Kersee | 6,74 m   |
| 7    | Pologne    | Agata Karczmarek     | 6,71 m   |
| 8    | Ukraine    | Viktoriya Vershinina | 6,66 m   |

## Saut à la perche
| Rang | Pays           | Athlète          | Hauteur |
| ---- | -------------- | ---------------- | ------- |
| 1    | Ukraine        | Sergueï Bubka    | 5,92 m  |
| 2    | Russie         | Maksim Tarasov   | 5,86 m  |
| 3    | France         | Jean Galfione    | 5,86 m  |
| 4    | Afrique du Sud | Okkert Brits     | 5,80 m  |
| 5    | Russie         | Radion Gataullin | 5,70 m  |
| 6    | États-Unis     | Scott Huffman    | 5,70 m  |
| 7    | Russie         | Igor Trandenkov  | 5,70 m  |
| 8    | États-Unis     | Dean Starkey     | 5,60 m  |

## Triple saut
| Rang | Pays        | Athlète          | Distance     |
| ---- | ----------- | ---------------- | ------------ |
| 1    | Royaume-Uni | Jonathan Edwards | 18,29 m (RM) |
| 2    | Bermudes    | Brian Wellman    | 17,62 m      |
| 3    | Dominique   | Jérôme Romain    | 17,59 m      |
| 4    | Cuba        | Yoelbi Quesada   | 17,59 m      |
| 5    | Cuba        | Yoel García      | 17,16 m      |
| 6    | Jamaïque    | James Beckford   | 17,13 m      |
| 7    | États-Unis  | Mike Conley      | 16,96 m      |
| 8    | Bulgarie    | Galin Georgiev   | 16,93 m      |

| Rang | Pays        | Athlète                  | Distance     |
| ---- | ----------- | ------------------------ | ------------ |
| 1    | Ukraine     | Inessa Kravets           | 15,50 m (RM) |
| 2    | Bulgarie    | Iva Prandzheva           | 15,18 m      |
| 3    | Russie      | Anna Biryukova           | 15,08 m      |
| 4    | Russie      | Inna Lasovskaya          | 14,90 m      |
| 5    | Roumanie    | Rodica Petrescu-Mateescu | 14,82 m      |
| 6    | Chine       | Ren Ruiping              | 14,25 m      |
| 7    | Biélorussie | Zhanna Gureyeva          | 14,22 m      |
| 8    | Italie      | Barbara Lah              | 14,18 m      |

## Lancer du javelot
| Rang | Pays        | Athlète        | Distance |
| ---- | ----------- | -------------- | -------- |
| 1    | Tchéquie    | Jan Železný    | 89,58 m  |
| 2    | Royaume-Uni | Steve Backley  | 86,30 m  |
| 3    | Allemagne   | Boris Henry    | 86,08 m  |
| 4    | Allemagne   | Raymond Hecht  | 83,30 m  |
| 5    | Suède       | Dag Wennlund   | 82,04 m  |
| 6    | Royaume-Uni | Mick Hill      | 81,06 m  |
| 7    | Russie      | Yuriy Rybin    | 81,00 m  |
| 8    | Allemagne   | Andreas Linden | 80,76 m  |

| Rang | Pays        | Athlète                       | Distance |
| ---- | ----------- | ----------------------------- | -------- |
| 1    | Biélorussie | Natalya Shikolenko            | 67,56 m  |
| 2    | Roumanie    | Felicia Țilea-Moldovan        | 65,22 m  |
| 3    | Finlande    | Mikaela Ingberg               | 65,16 m  |
| 4    | Finlande    | Heli Rantanen                 | 65,04 m  |
| 5    | Australie   | Joanna Stone                  | 63,74 m  |
| 6    | Allemagne   | Tanja Damaske                 | 62,32 m  |
| 7    | Cuba        | Isel López                    | 60,80 m  |
| 8    | Russie      | Yekaterina Krasnikova-Ivakina | 59,82 m  |

## Lancer du disque
| Rang | Pays        | Athlète               | Distance     |
| ---- | ----------- | --------------------- | ------------ |
| 1    | Allemagne   | Lars Riedel           | 68,76 m (RC) |
| 2    | Biélorussie | Vladimir Dubrovshchik | 65,98 m      |
| 3    | Biélorussie | Vasiliy Kaptyukh      | 65,88 m      |
| 4    | Hongrie     | Attila Horváth        | 65,72 m      |
| 5    | Allemagne   | Jürgen Schult         | 64,44 m      |
| 6    | Nigeria     | Adewale Olukoju       | 63,66 m      |
| 7    | Cuba        | Alexis Elizalde       | 63,28 m      |
| 8    | Russie      | Dmitri Chevtchenko    | 63,18 m      |

| Rang | Pays        | Athlète                   | Distance |
| ---- | ----------- | ------------------------- | -------- |
| 1    | Biélorussie | Ellina Zvereva            | 68,64 m  |
| 2    | Allemagne   | Ilke Wyludda              | 67,20 m  |
| 3    | Russie      | Olga Burova-Chernyavskaya | 66,86 m  |
| 4    | Cuba        | Maritza Martén            | 64,36 m  |
| 5    | Russie      | Natalya Sadova            | 62,60 m  |
| 6    | Norvège     | Mette Bergmann            | 62,48 m  |
| 7    | Allemagne   | Franka Dietzsch           | 61,28 m  |
| 8    | Biélorussie | Lyudmila Filimonova       | 61,16 m  |

## Lancer du poids
| Rang | Pays        | Athlète           | Distance |
| ---- | ----------- | ----------------- | -------- |
| 1    | États-Unis  | John Godina       | 21,47 m  |
| 2    | Finlande    | Mika Halvari      | 20,93 m  |
| 3    | États-Unis  | Randy Barnes      | 20,41 m  |
| 4    | Ukraine     | Aleksandr Bagach  | 20,38 m  |
| 5    | États-Unis  | Brent Noon        | 20,13 m  |
| 6    | Allemagne   | Oliver-Sven Buder | 20,11 m  |
| 7    | Ukraine     | Roman Virastyuk   | 19,66 m  |
| 8    | Biélorussie | Dmitriy Goncharuk | 19,38 m  |

| Rang | Pays       | Athlète                 | Distance |
| ---- | ---------- | ----------------------- | -------- |
| 1    | Allemagne  | Astrid Kumbernuss       | 21,22 m  |
| 2    | Chine      | Huang Zhihong           | 20,04 m  |
| 3    | Bulgarie   | Svetla Mitkova-Sinirtas | 19,56 m  |
| 4    | Allemagne  | Kathrin Neimke          | 19,30 m  |
| 5    | Chine      | Sui Xinmei              | 19,09 m  |
| 6    | Chine      | Liuhong Zhang           | 19,07 m  |
| 7    | États-Unis | Ramona Pagel            | 18,81 m  |
| 8    | Allemagne  | Stephanie Storp         | 18,81 m  |

## Lancer du marteau
| Rang | Pays        | Athlète             | Distance |
| ---- | ----------- | ------------------- | -------- |
| 1    | Tadjikistan | Andreï Abduvaliev   | 81,56 m  |
| 2    | Biélorussie | Igor Astapkovich    | 81,10 m  |
| 3    | Hongrie     | Tibor Gécsek        | 80,98 m  |
| 4    | Hongrie     | Balázs Kiss         | 79,02 m  |
| 5    | États-Unis  | Lance Deal          | 78,66 m  |
| 6    | Biélorussie | Sergey Alay         | 76,66 m  |
| 7    | Russie      | Ilya Konovalov      | 76,50 m  |
| 8    | Russie      | Aleksandr Seleznyov | 76,18 m  |

## Décathlon/Heptathlon
| Rang | Pays        | Athlète           | Points    |
| ---- | ----------- | ----------------- | --------- |
| 1    | États-Unis  | Dan O'Brien       | 8 695 pts |
| 2    | Biélorussie | Eduard Hämäläinen | 8 489 pts |
| 3    | Canada      | Mike Smith        | 8 419 pts |
| 4    | Estonie     | Erki Nool         | 8 268 pts |
| 5    | Tchéquie    | Tomáš Dvořák      | 8 236 pts |
| 6    | France      | Christian Plaziat | 8 206 pts |
| 7    | Ukraine     | Lev Lobodin       | 8 196 pts |
| 8    | États-Unis  | Chris Huffins     | 8 193 pts |

| Rang | Pays         | Athlète              | Points    |
| ---- | ------------ | -------------------- | --------- |
| 1    | Syrie        | Ghada Shouaa         | 6 651 pts |
| 2    | Russie       | Svetlana Moskalets   | 6 575 pts |
| 3    | Hongrie      | Rita Ináncsi         | 6 522 pts |
| 4    | Sierra Leone | Eunice Barber        | 6 340 pts |
| 5    | États-Unis   | Kym Carter           | 6 329 pts |
| 6    | Cuba         | Maria Cárdenas Regla | 6 306 pts |
| 7    | Royaume-Uni  | Denise Lewis         | 6 299 pts |
| 8    | États-Unis   | Le Shundra Nathan    | 6 258 pts |

## Légende
- RM : Record du monde
- RMJ : Record du monde junior
- RC : Record des championnats
- RN : Record national
- RE : Record d'Europe
- RAf : Record d'Afrique
- RAm : Record des Amériques
- RAs : Record d'Asie
- ROc : Record d'Océanie
- DSQ : Disqualifié